# Painkiller (gruppo musicale)
I Painkiller (stilizzato in PainKiller e precedentemente conosciuti come Pain Killer) sono un gruppo musicale statunitense che combina il jazz d'avanguardia con il grindcore. Il gruppo si formò nel 1991.  Alcuni album successivi contengono elementi di musica d'ambiente.

## Descrizione

### Formazione musicale
I tre membri primari dei Painkiller erano il sassofonista e compositore John Zorn, il bassista Bill Laswell ed il batterista Mick Harris. John Zorn e Bill Laswell facevano parte dell'onda di jazz d'avanguardia di New York, mentre Mick Harris era un precedente membro del gruppo musicale grindcore Napalm Death. Secondo John Zorn, i blast beat di Mick Harris furono un'ispirazione per la creazione del suo stile musicale simbolico, andando a formare gruppi come i Naked City che uniscono vari generi in un unico brano.
Molti musicisti hanno partecipato in sessioni dal vivo e in studio, tra cui Buckethead, Kevin Sharp dei Brutal Truth, Yamatsuka Eye, Mike Patton, Koichi Nakigami dei Hikashu, Justin Broadrick e G. C. Green dei Godflesh, Fred Frith, e Keiji Haino dei Fushitsusha.

### Lo scoglimento e le reunion
Mick Harris lasciò il gruppo nel 1995 per dedicarsi alla computer music. Nel 2004, John Zorn e Bill Laswell hanno fatto "risorgere" i Painkiller, sostituendo Mick Harris con Tatsuya Yoshida del gruppo musicale giapponese Ruins.
In occasione dei concerti tenuti per il cinquantesimo compleanno di John Zorn al Tonic di New York, vennero a partecipare il batterista Hamid Drake ed il cantante Mike Patton per un concerto. Quel concerto venne poi pubblicato dalla Tzadik Records come 50¹².
Il 23 giugno del 2008, i Painkiller tennero il loro ultimo concerto al Citè de la Musique di Parigi con la formazione originale costituita da John Zorn, Bill Laswell e Mick Harris. Come ospiti parteciparono anche Fred Frith e Mike Patton.
Nei primi mesi del 2024, i Painkiller si riunirono nuovamente con la loro formazione originale e annunciarono l'uscita del nuovo album Samsara, in uscita dalla etichetta Tzadik Records il 21 novembre 2024.

## Discografia

### Album in studio
- 1991 – Guts of a Virgin
- 1992 – Buried Secrets
- 1994 – Execution Ground
- 2024 – Samsara

### Album dal vivo
- 1993 – Rituals: Live in Japan
- 2002 – Tailsman: Live in Nagoya
- 2005 – 50¹²
- 2013 – The Prophecy

### Raccolte
- 1998 – Collected Works
- 1998 – Guts of a Virgin & Buried Secrets

## Formazione

### Attuale
- John Zorn – sassofono contralto, voce (1991–1995, 1997–1998, 2003, 2004–2006, 2008, 2024-presente)
- Bill Laswell – basso elettrico (1991–1995, 1997–1998, 2003, 2004–2006, 2008, 2024–presente), campionatore (1994)
- Mick Harris – batteria (1991–1995, 1997–1998, 2008), elettrofoni (1994, 2024–presente)

### Membri precedenti
- Hamid Drake – batteria (2003)
- Tatsuya Yoshida – batteria, voce (2004-2006)